# Palomeque
Palomeque település Spanyolországban, Toledo tartományban. Palomeque El Viso de San Juan, Cedillo del Condado, Lominchar és Chozas de Canales községekkel határos. Lakosainak száma 1182 fő (2024).

## Népesség
A település népessége az utóbbi években az alábbiak szerint változott:
| Lakosok száma | 464  | 629  | 825  | 917  | 928  | 825  | 894  | 971  | 1126 | 1182 |
|               | 2001 | 2004 | 2007 | 2009 | 2012 | 2014 | 2017 | 2019 | 2022 | 2024 |